# Cucina normanna

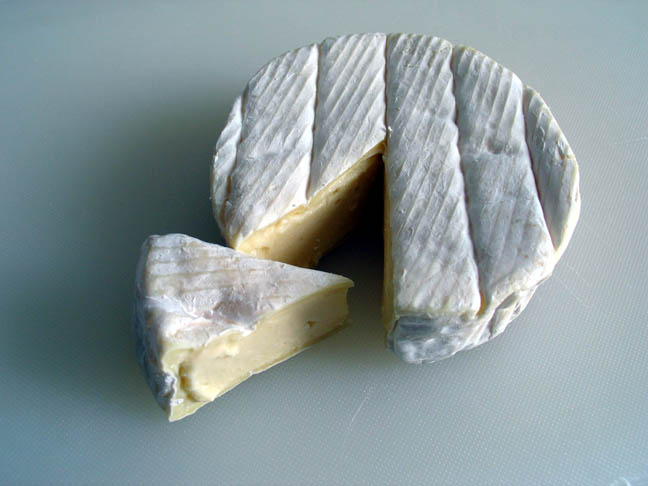
Camembert di Normandia

La Cucina normanna è la cucina tipica della Normandia, regione settentrionale della Francia.
La regione è famosa per i suoi prodotti lattiero-caseari, e in particolare i suoi formaggi sono molto popolari, ad esempio è rinomato l'uso nella cucina della Normandia di burro e panna che ha causato la sostituzione del lardo con il burro nella cucina francese alla fine del Rinascimento.
Nella regione sono allevate la vacca normanna e la jersiaise conosciute per la qualità del loro latte. 
Per quanto riguarda i formaggi, il camembert è senza dubbio uno dei formaggi francesi più famosi.
Allo stesso modo, già nel 1651, La Varenne indica, in Le Cuisinier françois, che i normanni sono soliti aggiungere formaggio a molte pietanze, "per esempio nel merluzzo bianco e nelle prugne secche".
La Normandia è la principale regione di produzione di ostriche, cozze e capesante in Francia.

## Specialità culinarie

### Antipasti
- Andouille chaude à la Bovary

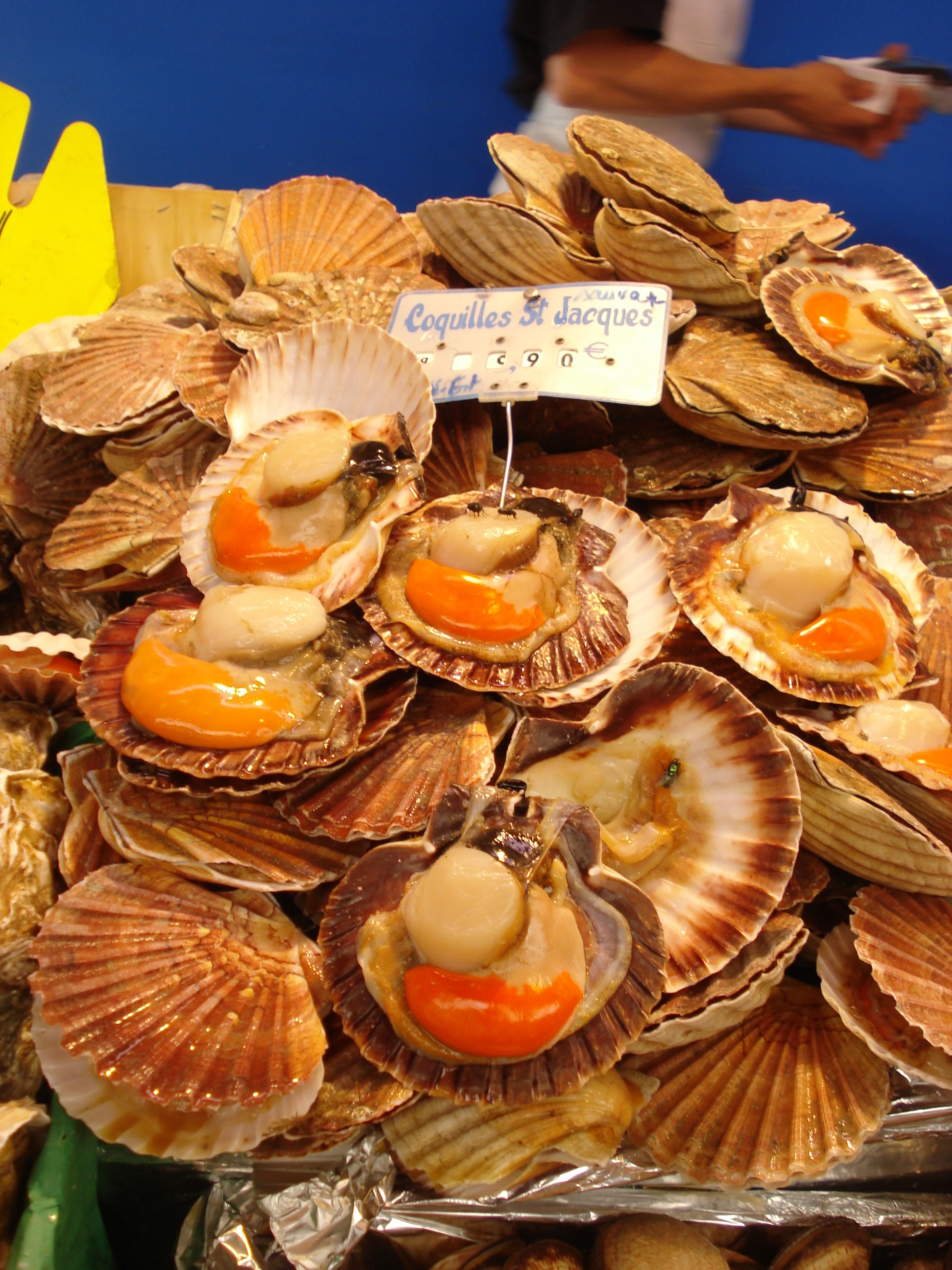
Coquilles Saint-Jacques.

- Coquilles Saint-Jacques de Granville à la crème
- Crème de fruits de mer à la marinière
- Crêpes Saint-Pierre au pommeau
- Croquettes de camembert
- Feuilleté au camembert
- Feuilleté d’andouille de Vire au camembert au lait cru
- Ficelle du pays de Caux
- Fondue normande
- Grenouilles comme à Boulay
- Harengs marinés de Honfleur
- Œufs à la normande - Uovo alla normanna
- Œufs brayons
- Omelette de la mère Poulard (Mont Saint-Michel)
- Quiche de Honfleur
- Salade cauchoise
- Salade des chalutiers fécampois
- Salade normande
- Soufflé de crevettes
- Soupe à la graisse
- Soupe à l'échalote d'Avranches
- Soupe de moules d’Étretat
- Soupe de saumon du Mont-Saint-Michel
- Soupe paysanne de Mortain
- Tarte de boudin noir aux pommes
- Tarte au camembert

### Frattaglie
- Boudin blanc d’Avranches

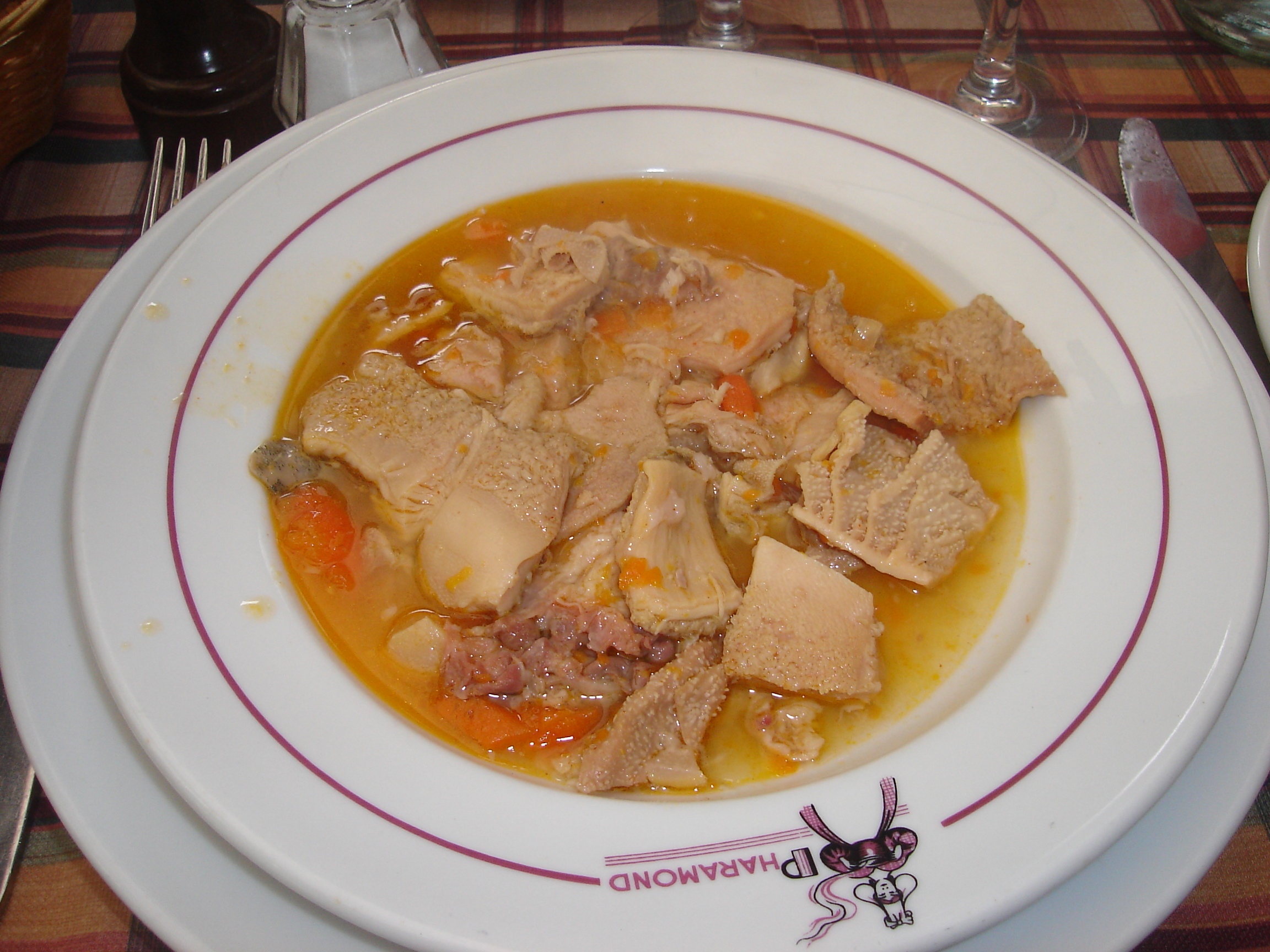
Tripes à la mode de Caen.

- Pâté de lapin de garenne à la mode de Gisors
- Sanguette d’Alençon
- Tripes à la mode de Caen
- Tripes en brochette de La Ferté-Macé
- Tripes à la crème de Coutances
- Tripes à la mode de Longny
- Tripes à la mode de Montebourg

### Carne
- Agneau de pré-salé
- Bœuf braisé à la normande
- Cailles flambées au calvados
- Canard vallée d'Auge
- Canard au cidre
- Canard aux griottes
- Canard rouennais en terrine

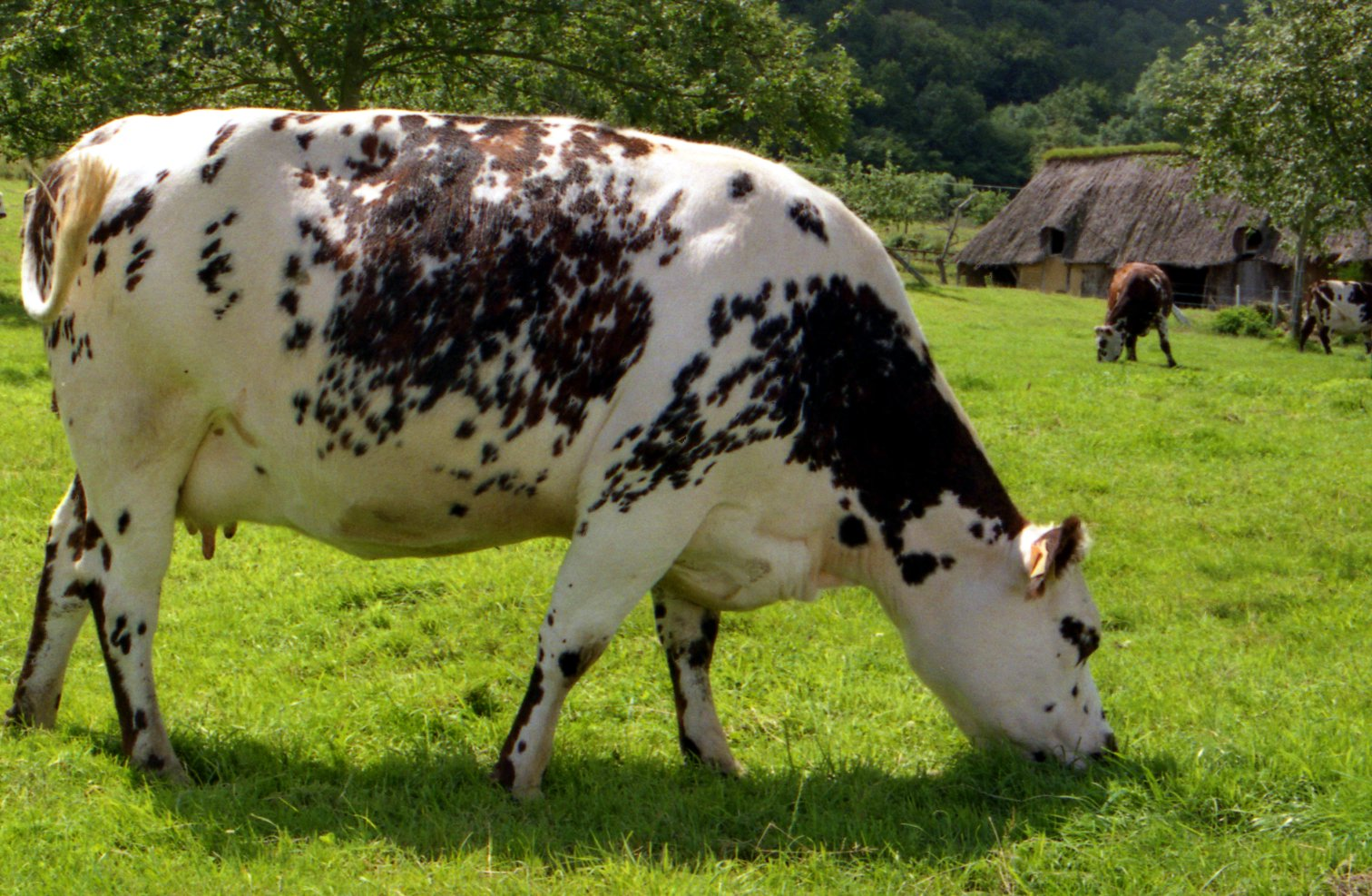
Vache normande.

- Canard au sang (ou Canard à la rouennaise)
- Canetons rôtis à la Duclair
- Compote de lapereau au cidre et au calvados
- Côte de bœuf de Coutances
- Côte de veau à la normande
- Côte de veau gratinée au pommeau
- Côtes de porc à la normande
- Côtes de porc grillées au camembert
- Côtes de veau à la crème
- Côtes de veau au pommeau
- Côtes de veau vallée d’Auge
- Entrecôte Mère Poulard
- Entrecôte grillée au cœur de camembert
- Escalopes de dinde à la normande
- Escalope de veau vallée d’Auge
- Fricassée de chapon, truffes et cidre
- Fricassée de pintade au calvados et aux deux pommes
- Gigot d’Yvetot : bouilli sauce blanche aux câpres

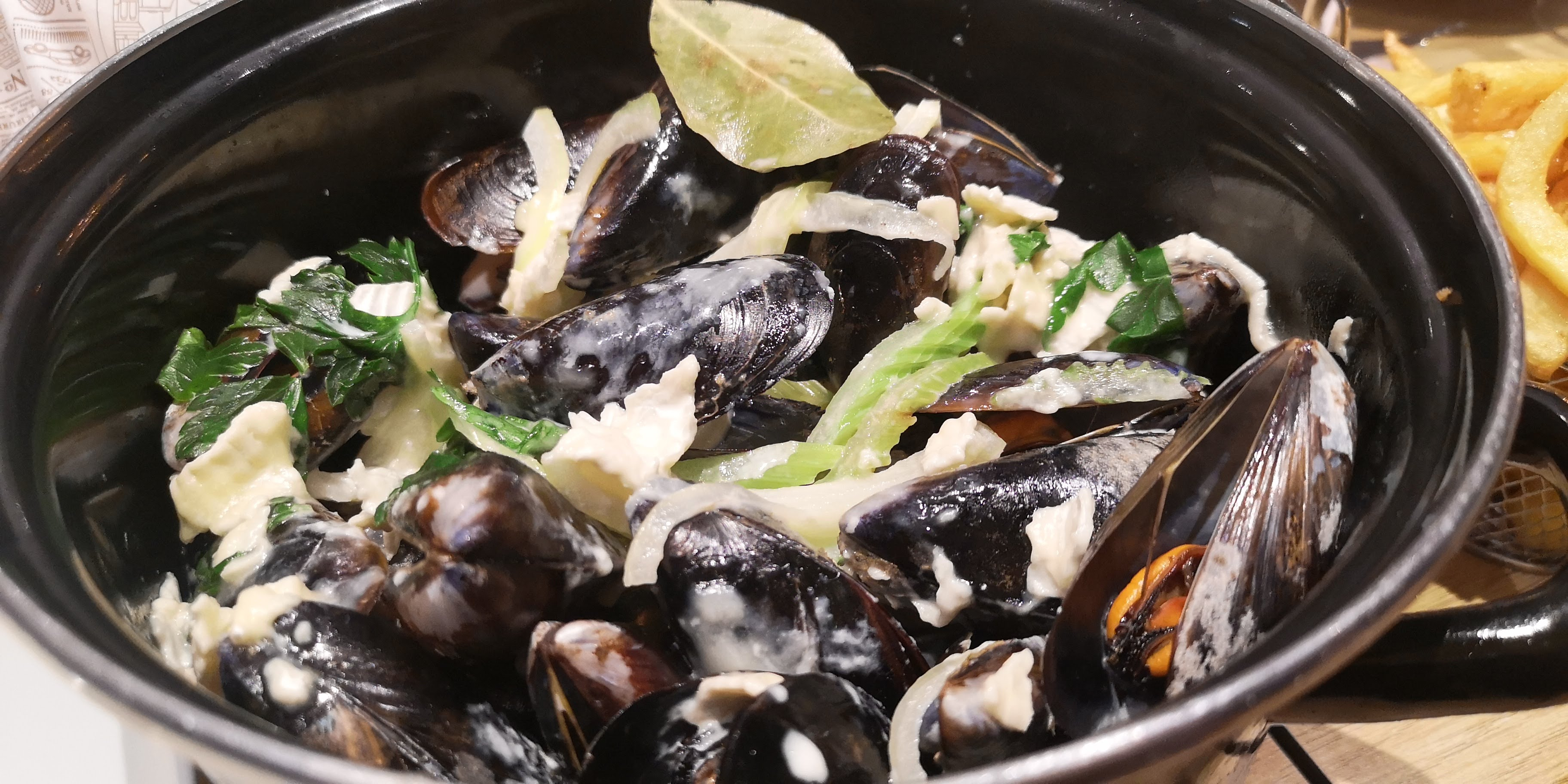
Moules au camembert

- Grenadins de veaux aux pommes
- Lapin à la cauchoise
- Lapin à la moutarde au calvados
- Oie en daube d’Alençon
- Perdreau à la normande
- Pied de porc d’Argentan
- Pieds de moutons à la rouennaise
- Pintade vallée d’Auge
- Pintade au cidre
- Poularde gratinée des Andelys
- Poule au blanc
- Poulet vallée d’Auge
- Poulet sauté d’Yvetot

### Pesce e crostacei
- Anguilles du Marais-Vernier à la normande
- Barbue au cidre
- Carrelet au cidre
- Civet de homard au cidre
- Coquilles Saint-Jacques à la honfleuraise
- Coquilles Saint-Jacques à la rouennaise
- Coquilles Saint-Jacques de Dieppe poêlées à la crème
- Côtelettes de saumon à l’andouille de Vire
- Crevettes au cidre
- Dorade au cidre
- Demoiselles de Cherbourg à la nage
- Filets de soles à la normande
- Galettes fécampoises
- Gratin d’huîtres à la Chandivert
- Hareng grillé sauce moutarde
- Harengs à la tréportaise
- Harengs sauce Chausey
- Huîtres du Cotentin chaudes au pommeau
- Huitres creuses de Denneville grillées
- Maquereaux marinés au vin blanc
- Marmite dieppoise
- Matelote normande
- Matelote au cidre
- Moules à la crème
- Moules au camembert
- Plie au cidre
- Queues de merlan à la mode de Cherbourg
- Rougets à la sauce verte de Chausey
- Saumon au cidre
- Sole vallée d’Auge
- Sole au cidre
- Sole belle normande
- Soles à la dieppoise
- Truite à la normande
- Turbot à la normande

### Salse
- Graisse normande
- Sauce à la cauchoise
- Sauce à la dieppoise
- Sauce normande
- Sauce rouennaise
- Beurre de crabe d’Avranches
- Sauce verte de Chausey

### Contorni
- Champignons à la normande
- Chou-fleur à la normande
- Laitues de Dame Simone
- Pommes de terre à la braytoise
- Pommes de terre Neufchâtel

### Panetteria
- Baguette argentanaise
- Gâche
- Garot
- Grignette (Caen)
- Pain brié
- Pain de Cherbourg
- Pain garrot du Cotentin
- Pain à soupe (Manche)

### Pasticceria
- Aumônières de pommes au calvados
- Bec de Flers
- Beignets normands aux pommes
- Bourdelots aux pommes
- Brandon
- Brasillé
- Brioche d’Évreux
- Brioche de Gisors
- Brioche du Vast
- Brioche de Moulins-la-Marche
- Brioche de Gournay
- Chartreuse de pommes
- Douceur argentanaise
- Douillons aux poires
- Duchesses de Rouen
- Fallue
- Feuilleté aux pommes à la normande
- Flan normand
- Fouace de Caen
- Galette de Normandie
- Galette du Vexin normand
- Galette de pommes de Gacé
- Galettes à la pâte d’amande
- Gâteau fouetté de Saint-Lô
- Gâche
- Gâteau de lait
- Macarons de Bellême
- Macarons de Rouen
- Mirliton de Pont-Audemer
- Mirlitons de Rouen
- Roulettes de Rouen
- Sablés normands
- Sablés d’Argentan
- Sablés d’Asnelles
- Sablés de Bayeux
- Sablés de Caen
- Sablés de Deauville
- Tarte au sucre d’Yport
- Tarte aux cerises de Duclair
- Tarte aux pommes normande
- Tarte aux pommes chaudes, à la crème et au calvados
- Tarte fine aux pommes normande

### Dessert
- Crêpes alla Bénédictine

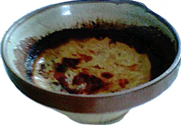
La teurgoule, dessert tradizionale normanno.

- Crêpes cauchoises flambées aux pommes
- Croquettes d’Argentan
- Croûtes normandes
- Omelette vallée d’Auge
- Pain perdu à la normande
- Piquette
- Pommes à la grivette
- Pommes au camembert
- Soufflé à la Bénédictine
- Soufflé normand
- Terrine normande
- Teurgoule, ou bourgoule, ou terrinée normande
- Glaces artisanales de la Ferme du Bois Louvet à Saint-Jean-de-la-Léqueraye.

## Prodotti

### Latticini
- Beurre d'Isigny, AOC
- Beurre de Valognes
- Crème d'Isigny, AOC

### Formaggi
- Angelot
- Bondard
- Bondon
- Bouille
- Boursin
- Brillat-savarin
- Brique di Lisieux
- Camembert de Normandie, AOC
- Carré de Bray
- Carré frais
- Cormeillais
- Coutances
- Excelsior
- Demi-sel
- Fin de siècle

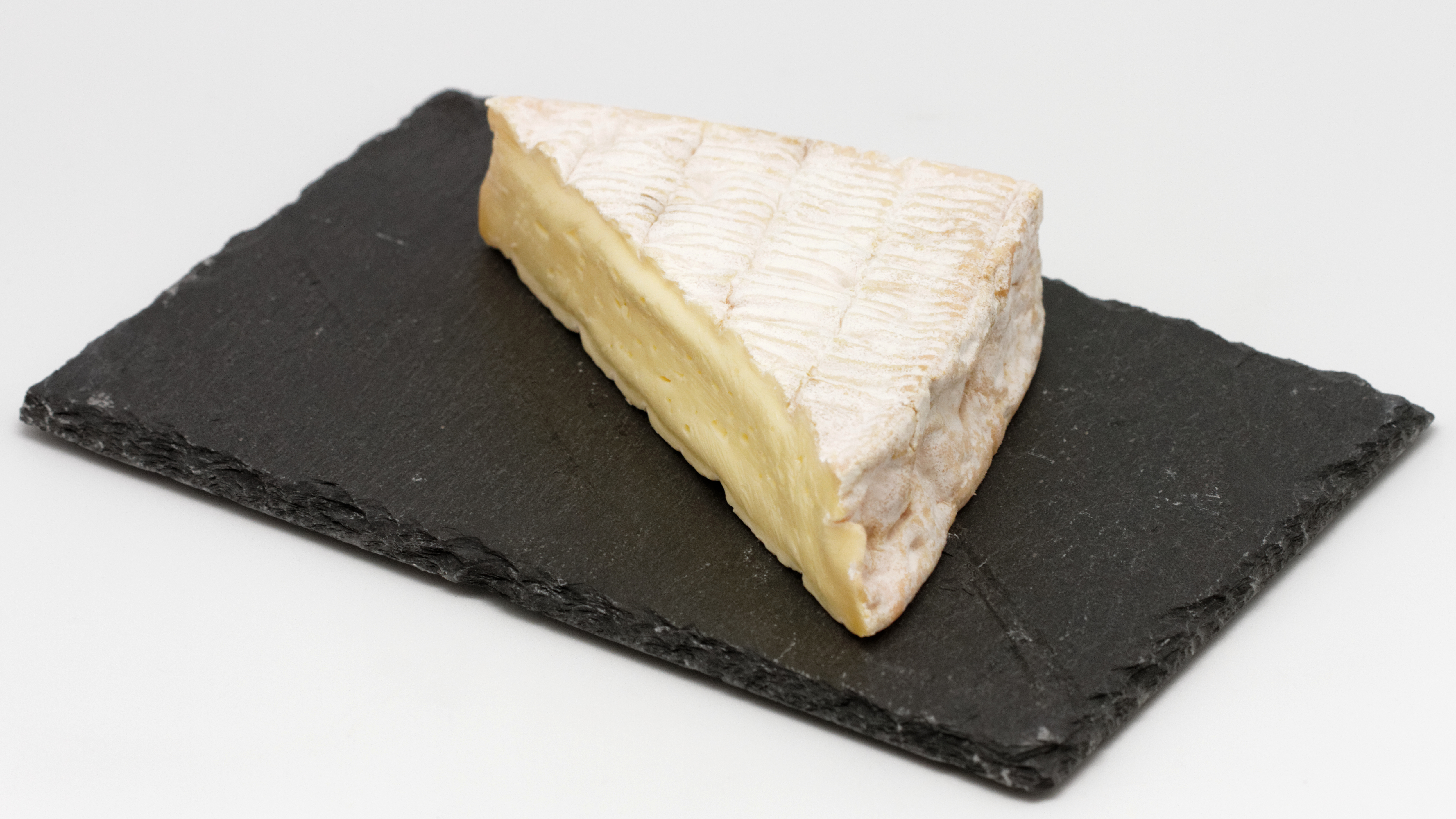
Pont-l'évêque.

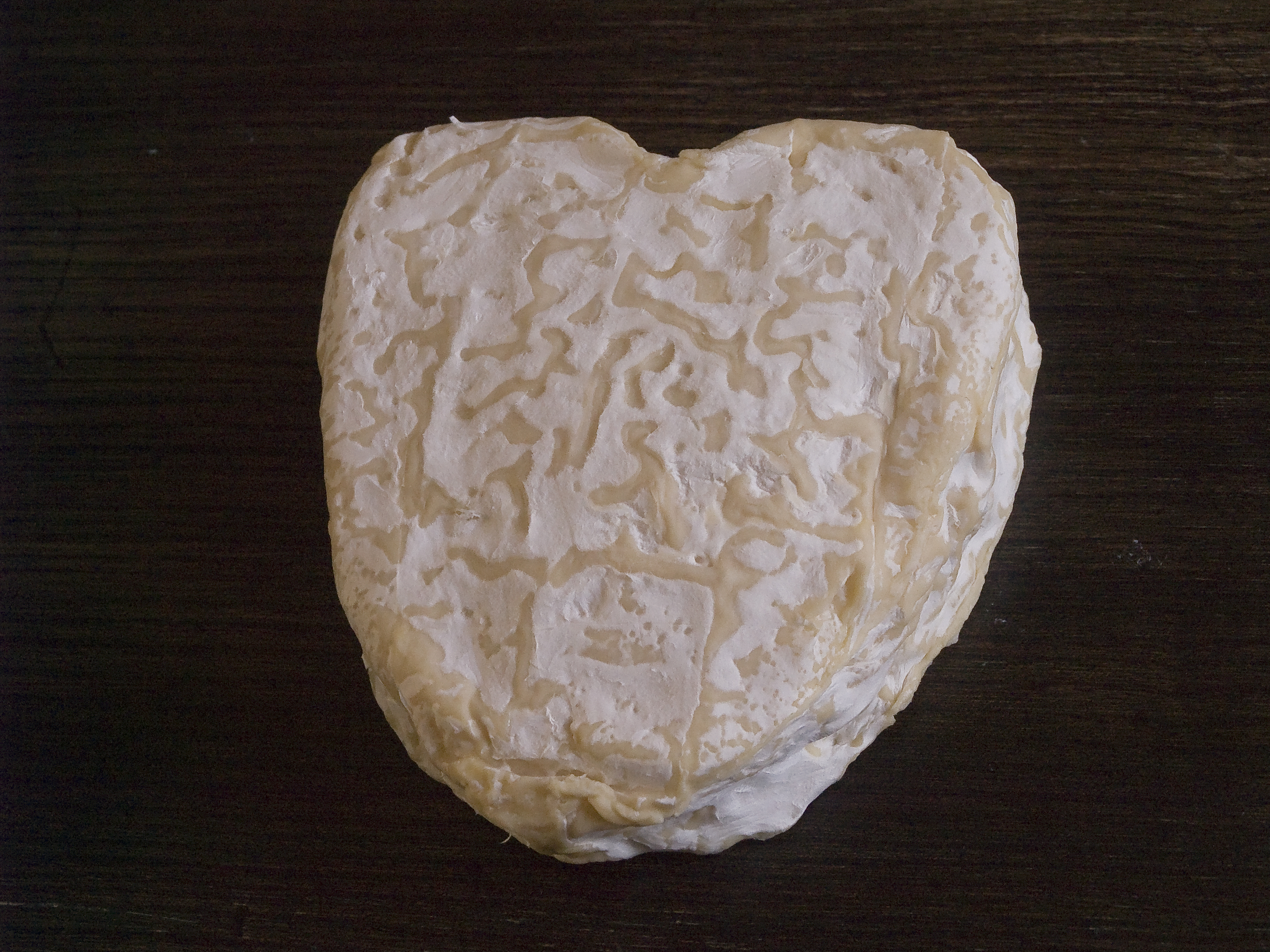
Neufchâtel.

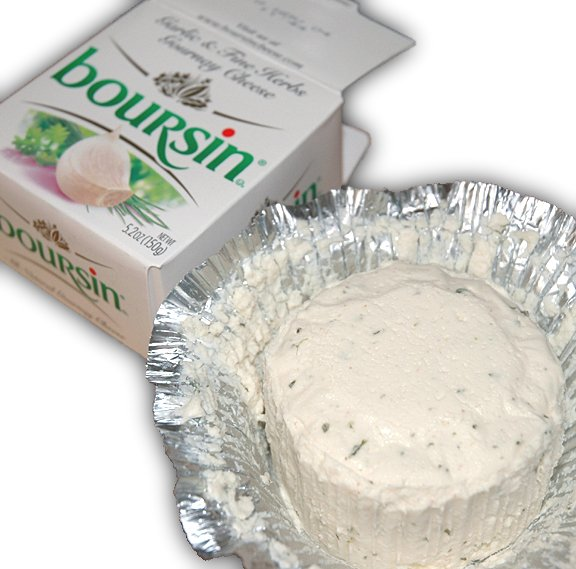
Boursin.

- Fromage cagliata fresca dal Manche
- Gournay
- Graindorge è maturato in calvados
- Graval
- Le Pavé du Plessis
- Les Hayons
- Livarot, AOC
- Maromme
- Montcarré
- Neufchâtel, AOC
- Notre-Dame de Carentan
- Notre-Dame de Grâce
- Pavé d’Auge
- Petit Suisse
- Pont-l'évêque, AOC
- Trappe de Bricquebec

### Salumeria
- Andouille de Vire
- Andouillette d'Alençon
- Andouillette alla Rouennese
- Boudin de Saint-Romain
- Boudin blanc d'Essay
- Boudin noir di Mortagne-au-Perche
- Boudin noir di Coutances
- Cervelas aiglon, di L'Aigle
- Lapin à la havraise
- Rillettes d’oie d'Évreux

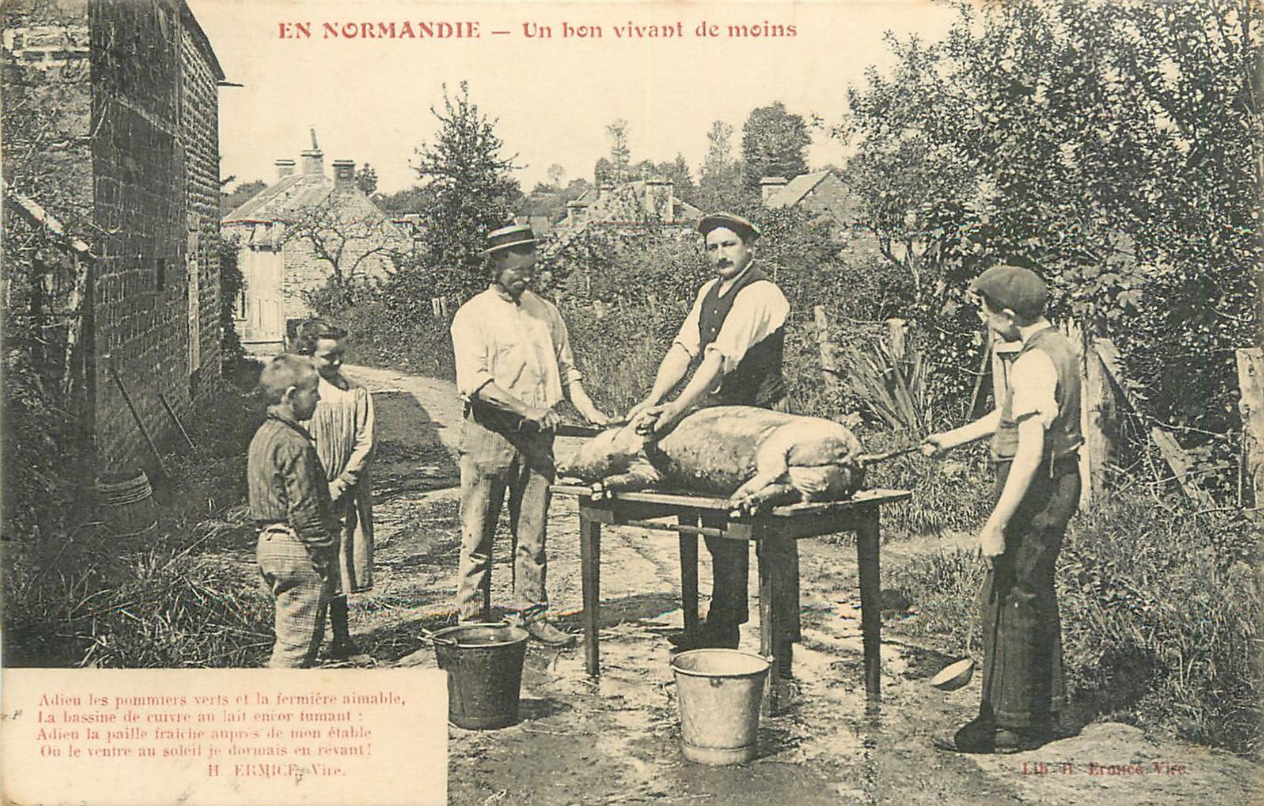
Macellazione di un maiale in Normandia.

- Tripes à la mode de Caen (Trippa alla moda di Caen

### Prodotti del mare
- Bulots, tra cui il Bulot de la baie de Granville, IGP Normandie dopo 2019[1]
- Coquille Saint-Jacques de Normandie, Label rouge, pêchée en baie de Seine (Port-en-Bessin et Grandcamp-Maisy notamment), e il baie du mont Saint-Michel (Granville)
- Bar de ligne di Cotentin
- Crevette grise di Honfleur
- Homard du Cotentin, compresi Demoiselles de Cherbourg
- Huître di Saint-Vaast-la-Hougue, Isigny-sur-Mer (Grandcamp-Maisy, Isigny-sur-Mer et Utah Beach), de la côte ouest du Cotentin (Agon-Coutainville, Blainville-sur-Mer, Chausey, Denneville, Gouville-sur-Mer, Pirou, Saint-Germain-sur-Ay)
- Lisette di Dieppe
- Maquereau di Trouville-sur-Mer
- Moule di Barfleur (pleine mer) e di bouchot, sulla costa occidentale del Cotentin e Utah Beach